# V-리그 2007-08
NH농협 2007~2008 V-리그는 대한민국의 프로배구 V-리그의 네 번째 시즌이다. 2007년 12월 1일 천안에서 개막되었고, 2008년 4월 13일 남자부 챔피언 결정전 3차전을 끝으로 막을 내렸다.

## 대회 개요
- 대회명 : NH농협 2007~2008 V-리그
- 대회기간 : 2007년 12월 1일 ~ 2008년 4월 13일
- 경기수
  - 7라운드 홈 앤드 어웨이(남자 : 4라운드 중립경기, 여자 : 4·5라운드 중립경기 / 중립경기는 서울에서 개최)
    - 정규리그 : 남자부 - 총 105경기(팀당 35경기), 여자부 - 총 70경기(팀당 28경기)
    - 플레이오프 : 남녀 각 3전 2선승제
    - 챔피언결정전 : 남녀 각 5전 3선승제

### 참가 구단
| 프로팀 - 구미 LIG손해보험 그레이터스 - 대전 삼성화재 블루팡스 - 인천 대한항공 점보스 - 천안 현대캐피탈 스카이워커스 초청팀 - 수원 한국전력 - 상무 | 프로팀 - 구미 한국도로공사 EX - 대전 KT&G 아리엘즈 - 수원 현대건설 그린폭스 - 인천 GS칼텍스 - 천안 흥국생명 핑크스파이더스 |

## 대회 특징

### 개막 전 악재
프로화 출범 이후 네 번째 시즌이 되는 NH농협 2007~2008 V-리그는 시작 전부터 여러 악재로 난항을 겪었다.
- 스폰서 문제

원래 STX가 타이틀 스폰서로 계약할 예정이었으나, 개막 10일여를 앞둔 2007년 11월 말 STX 측에서 스폰서 약속을 철회함에 따라 타이틀 스폰서 없이 리그를 시작해야 할 뻔했다. 이에 따라 급하게 STX를 대체할 기업을 찾게 되었고, 타이틀 스폰서로는 농협이 결정되어 대회 타이틀도 NH농협 2007~2008 V-리그로 결정되었다.
- 남자부 한국전력 배구단 프로화 무산

남자부 아마추어 초청팀 한국전력 배구단은 5구단으로 프로리그에 참가하기 위해 신인 드래프트 지명권을 두고 기존 구단들과 꾸준히 조율해 왔다. 그러나 기존 구단들과 한국전력은 이를 두고 첨예하게 대립했고, 여기에 대학연맹까지 가세하며 남자부 신인 드래프트가 무기한 연기되기도 했다. 결국 기존 구단들과 의견 차이를 좁히지 못하고 2007~2008 시즌에서 프로화에 실패했다. 그렇지만 2008년 1월 31일, 프로배구연맹이 한국전력의 준회원 가입을 승인함으로써 2008~2009 시즌부터는 5구단으로 리그에 참여할 수 있게 되었다.
- 남자부 초청팀 한국전력·상무 V-리그 불참 선언

남자부 초청팀 한국전력과 상무가 각각 선수단 전력 보강과 외국인 선수 출전 제한을 요구하며 V-리그에 참가 거부의 뜻을 밝혔다. 그러나 상무 측에서 프로팀과 초청팀의 경기에서 프로팀이 외국인 선수의 출전을 자율적으로 규제한다는 의견을 받아들였고, 한국전력도 불참 의사를 철회하여 4개 구단끼리 경기하는 불상사는 일어나지 않았다.

### 이전 시즌과의 비교
- 경기 수 변동

이전 시즌에 6라운드(남자부-총 90경기, 여자부-총 60경기)를 했던 것과 달리, 2007~2008 시즌에는 7라운드를 했다. 그래서 남자부는 15경기가 증가한 총 105경기, 여자부는 10경기가 증가한 총 70경기를 소화했다.
- 비디오 판독 도입

2007~2008 시즌부터 비디오 판독이 도입되어 각 팀 감독들은 주심의 애매한 판정에 비디오 판독을 신청할 수 있게 되었다. 도입 직후에는 팀 당 1회씩 비디오 판독 요청을 할 수 있었으나, 포스트시즌부터는 팀 당 2회씩으로 요청 횟수가 늘어났다. 비디오 판독은 판독용 고속 카메라로 이루어지는 것이 아니고, 주관방송사 KBS N의 TV중계화면으로 이루어진다. 또, 화면 상 판독이 불가능하면 주심의 최초 판정으로 결정된다.
- 여자부 2점 백어택 제도 변경

이전 시즌에는 백어택 공격에 구별 없이 세트 당 2번까지 2점이 주어졌다. 그렇지만 2007~2008 시즌에는 1세트~4세트는 이전 시즌과 마찬가지이지만, 5세트는 15점제인 것을 고려하여 1번까지만 2점으로 인정된다.
- 여자부 중립경기에서 2개 라운드 소화

2008년 5월부터 베이징 올림픽 여자배구 지역예선이 있었기 때문에, 여자부는 남자부에 비해 보름가량 일찍 시즌을 종료하고 올림픽 지역예선을 준비하도록 일정이 짜여졌다. 이를 위해서 서울에서 중립경기가 펼쳐지는 17일 동안 4·5라운드를 소화하였는데, 다소 빡빡한 일정 속에서 느낄 선수들의 체력적 부담이 변수로 작용했다. 남자배구는 올림픽 지역예선이 6월부터 열리기 때문에 중립경기 기간에서 4라운드만을 소화했다.
- 여자부 자유계약 제도 도입 후 첫 시즌

2006~2007 시즌 이후 자유계약 제도가 첫 도입되어 여자부 구단들 간 많은 선수 이동이 있었다. 특히, 각 팀의 주전 세터가 모두 바뀌었는데, 도로공사의 주전 세터였던 김사니가 KT&G로 이적하면서 KT&G의 주전 세터가 되었고, KT&G의 주전 세터였던 이효희는 흥국생명으로 이적하여 흥국생명의 주전 세터가 되었다. 또, 현대건설의 주전 세터였던 이숙자는 센터 정대영과 함께 GS칼텍스로 이적하였고, 현대건설에서는 GS칼텍스에서 자유계약 보상 선수로 이적한 한수지가 주로 주전 세터로 출전하였다. 도로공사는 이전 시즌까지 백업 세터였던 최윤옥을 주전 세터로 기용함으로써 김사니의 공백을 메웠다.

## 신인 드래프트
신인 드래프트 지명 순서는 확률 추첨제로 정해진다.

### 남자부[9]
| 구분     | 구분      | LIG손해보험       | 삼성화재          | 대한항공        | 현대캐피탈      |
| -------- | --------- | ----------------- | ----------------- | --------------- | --------------- |
| 1라운드  | 순위      | 1순위             | 2순위             | 3순위           | 4순위           |
| 1라운드  | 지명 선수 | 김요한 (인하대)   | 유광우 (인하대)   | 진상헌 (한양대) | 임시형 (인하대) |
| 2라운드  | 순위      | 4순위             | 3순위             | 2순위           | 1순위           |
| 2라운드  | 지명 선수 | 한기호 (경희대)   | 이용택 (홍익대)   | 한선수 (한양대) | 박종영 (한양대) |
| 3라운드  | 순위      | 1순위             | 2순위             | 3순위           | 4순위           |
| 3라운드  | 지명 선수 | 안의재 (성균관대) | 홍정표 (경희대)   | 정우성 (명지대) | 김동근 (명지대) |
| 수련선수 | 순위      | -                 | -                 | -               | -               |
| 수련선수 | 지명 선수 | 이종복 (홍익대)   | 강민웅 (성균관대) | 이상래 (인하대) | 지명권 포기     |

1순위 지명 확률 50%를 가진 LIG손해보험 그레이터스가 이변 없이 1순위로 지정되어 2007~2008 시즌 드래프트 최고 신인으로 꼽혔던 인하대학교의 김요한을 지명했다. 그러나 35%의 확률을 가진 대한항공 점보스는 2순위 지명권을 놓치고, 오히려 2순위 지명권은 15%의 확률을 가진 전년도 2위팀 삼성화재 블루팡스에게 넘어가는 이변이 일어났다.

### 여자부
| 구분     | 구분      | GS칼텍스          | KT&G              | 도로공사          | 현대건설          | 흥국생명          |
| -------- | --------- | ----------------- | ----------------- | ----------------- | ----------------- | ----------------- |
| 1라운드  | 순위      | 1순위             | 2순위             | 3순위             | 4순위             | 5순위             |
| 1라운드  | 지명 선수 | 배유나 (한일전산) | 이연주 (경남여고) | 하준임 (대구여고) | 양효진 (남성여고) | 김혜진 (중앙여고) |
| 2라운드  | 순위      | 5순위             | 4순위             | 3순위             | 2순위             | 1순위             |
| 2라운드  | 지명 선수 | 정은지 (목포여상) | 최주희 (목포여상) | 이보람 (송원여상) | 백목화 (송원여상) | 이보라 (송원여상) |
| 3라운드  | 순위      | 1순위             | 2순위             | 3순위             | 4순위             | 5순위             |
| 3라운드  | 지명 선수 | 곽미정 (중앙여고) | 장은비 (경남여고) | 이주희 (세화여고) | 신예지 (강릉여고) | 우주리 (세화여고) |
| 4라운드  | 순위      | 5순위             | 4순위             | 3순위             | 2순위             | 1순위             |
| 4라운드  | 지명 선수 | 지명권 포기       | 지명권 포기       | 지명권 포기       | 마세롬 (목포여상) | 전유리 (한일전산) |
| 수련선수 | 순위      | -                 | -                 | -                 | -                 | -                 |
| 수련선수 | 지명 선수 | 지명권 포기       | 지명권 포기       | 지명권 포기       | 지명권 포기       | 배효진 (강릉여고) |

2007~2008 시즌은 고교생 국가대표 배유나가 신인 드래프트에 참가하는 시즌이었다. 전년도 최하위팀 KT&G 아리엘즈는 1순위 지명 확률 50%를 부여받았지만, 1순위 지명권은 확률 35%의 GS칼텍스에게 넘어가는 큰 이변이 일어났다. GS칼텍스는 당연히 배유나를 지명했고, KT&G는 기대와 달리 2순위 지명권을 받고 말았다. 드래프트 뒤에 공개된 이야기에 따르면, 1순위 지명을 확신한 KT&G 측에서 속눈썹이 눈을 찔러 고생하는 배유나에게 구단 경비로 쌍꺼풀 수술을 해줬다고 한다.

## 대회 결과

### 정규리그

#### 남자부

##### 순위
| 순위 | 팀                           | 승 | 패 | 승률 | 득점/실점 | 세트득/실 | 비고               |
| ---- | ---------------------------- | -- | -- | ---- | --------- | --------- | ------------------ |
| 1    | 대전 삼성화재 블루팡스       | 29 | 6  | 0.83 | 3090/2743 | 93/37     | 챔피언 결정전 직행 |
| 2    | 인천 대한항공 점보스         | 27 | 8  | 0.77 | 3132/2868 | 90/45     | 플레이오프 진출    |
| 3    | 천안 현대캐피탈 스카이워커스 | 24 | 11 | 0.69 | 3040/2827 | 84/47     | 플레이오프 진출    |
| 4    | 구미 LIG손해보험 그레이터스  | 15 | 20 | 0.43 | 2799/2838 | 55/70     | -                  |
| 5    | 상무                         | 6  | 29 | 0.17 | 2939/3246 | 43/92     | -                  |
| 6    | 수원 한국전력                | 4  | 31 | 0.11 | 2552/3030 | 26/100    | -                  |

##### 결과
1라운드
| 날짜             | 홈 팀       | 득점  | 어웨이 팀   | 장소               |
| ---------------- | ----------- | ----- | ----------- | ------------------ |
| 2007년 12월 1일  | 현대캐피탈  | 0 - 3 | 삼성화재    | 천안유관순체육관   |
| 2007년 12월 2일  | 대한항공    | 3 - 0 | LIG손해보험 | 인천도원시립체육관 |
| 2007년 12월 4일  | 삼성화재    | 3 - 1 | 대한항공    | 대전충무체육관     |
| 2007년 12월 4일  | 한국전력    | 3 - 2 | 상무        | 수원실내체육관     |
| 2007년 12월 5일  | 한국전력    | 0 - 3 | LIG손해보험 | 수원실내체육관     |
| 2007년 12월 6일  | 현대캐피탈  | 3 - 0 | 상무        | 천안유관순체육관   |
| 2007년 12월 8일  | 한국전력    | 1 - 3 | 대한항공    | 수원실내체육관     |
| 2007년 12월 9일  | 삼성화재    | 3 - 1 | 상무        | 대전충무체육관     |
| 2007년 12월 9일  | LIG손해보험 | 3 - 1 | 현대캐피탈  | 구미박정희체육관   |
| 2007년 12월 11일 | 한국전력    | 0 - 3 | 삼성화재    | 수원실내체육관     |
| 2007년 12월 12일 | 대한항공    | 3 - 1 | 현대캐피탈  | 인천도원시립체육관 |
| 2007년 12월 13일 | LIG손해보험 | 3 - 0 | 상무        | 구미박정희체육관   |
| 2007년 12월 15일 | 현대캐피탈  | 3 - 0 | 한국전력    | 천안유관순체육관   |
| 2007년 12월 16일 | 대한항공    | 3 - 1 | 상무        | 인천도원시립체육관 |
| 2007년 12월 16일 | 삼성화재    | 3 - 0 | LIG손해보험 | 대전충무체육관     |

2라운드
| 날짜             | 홈 팀       | 득점  | 어웨이 팀   | 장소               |
| ---------------- | ----------- | ----- | ----------- | ------------------ |
| 2007년 12월 18일 | 삼성화재    | 3 - 1 | 상무        | 대전충무체육관     |
| 2007년 12월 19일 | 대한항공    | 3 - 0 | 한국전력    | 인천도원시립체육관 |
| 2007년 12월 20일 | 현대캐피탈  | 3 - 0 | LIG손해보험 | 천안유관순체육관   |
| 2007년 12월 22일 | 삼성화재    | 3 - 0 | 한국전력    | 대전충무체육관     |
| 2007년 12월 23일 | LIG손해보험 | 3 - 0 | 상무        | 구미박정희체육관   |
| 2007년 12월 23일 | 현대캐피탈  | 3 - 2 | 대한항공    | 천안유관순체육관   |
| 2007년 12월 25일 | LIG손해보험 | 1 - 3 | 삼성화재    | 구미박정희체육관   |
| 2007년 12월 26일 | 대한항공    | 3 - 2 | 상무        | 인천도원시립체육관 |
| 2007년 12월 27일 | 한국전력    | 1 - 3 | 현대캐피탈  | 수원실내체육관     |
| 2007년 12월 29일 | LIG손해보험 | 0 - 3 | 대한항공    | 구미박정희체육관   |
| 2007년 12월 30일 | 삼성화재    | 0 - 3 | 현대캐피탈  | 대전충무체육관     |
| 2007년 12월 30일 | 한국전력    | 0 - 3 | 상무        | 수원실내체육관     |
| 2008년 1월 1일   | 대한항공    | 1 - 3 | 삼성화재    | 인천도원시립체육관 |
| 2008년 1월 2일   | LIG손해보험 | 3 - 1 | 한국전력    | 구미박정희체육관   |
| 2008년 1월 3일   | 현대캐피탈  | 3 - 1 | 상무        | 천안유관순체육관   |

3라운드
| 날짜            | 홈 팀       | 득점  | 어웨이 팀   | 장소               |
| --------------- | ----------- | ----- | ----------- | ------------------ |
| 2008년 1월 5일  | 삼성화재    | 3 - 0 | LIG손해보험 | 대전충무체육관     |
| 2008년 1월 6일  | 대한항공    | 3 - 2 | 현대캐피탈  | 인천도원시립체육관 |
| 2008년 1월 6일  | 한국전력    | 3 - 2 | 상무        | 수원실내체육관     |
| 2008년 1월 8일  | 한국전력    | 2 - 3 | 삼성화재    | 수원실내체육관     |
| 2008년 1월 9일  | 현대캐피탈  | 3 - 0 | LIG손해보험 | 천안유관순체육관   |
| 2008년 1월 10일 | 대한항공    | 3 - 0 | 상무        | 인천도원시립체육관 |
| 2008년 1월 12일 | 현대캐피탈  | 3 - 2 | 상무        | 천안유관순체육관   |
| 2008년 1월 13일 | 대한항공    | 3 - 2 | 삼성화재    | 인천도원시립체육관 |
| 2008년 1월 13일 | LIG손해보험 | 3 - 0 | 한국전력    | 구미박정희체육관   |
| 2008년 1월 15일 | 현대캐피탈  | 3 - 1 | 한국전력    | 천안유관순체육관   |
| 2008년 1월 16일 | LIG손해보험 | 0 - 3 | 대한항공    | 구미박정희체육관   |
| 2008년 1월 17일 | 삼성화재    | 3 - 1 | 상무        | 대전충무체육관     |
| 2008년 1월 19일 | LIG손해보험 | 3 - 1 | 상무        | 구미박정희체육관   |
| 2008년 1월 20일 | 한국전력    | 0 - 3 | 대한항공    | 수원실내체육관     |
| 2008년 1월 20일 | 삼성화재    | 3 - 2 | 현대캐피탈  | 대전충무체육관     |

4라운드(서울 중립 경기)
| 날짜            | 팀 1        | 득점  | 팀 2        | 장소             |
| --------------- | ----------- | ----- | ----------- | ---------------- |
| 2008년 1월 24일 | 현대캐피탈  | 3 - 0 | 상무        | 올림픽 제2체육관 |
| 2008년 1월 25일 | LIG손해보험 | 3 - 1 | 한국전력    | 올림픽 제2체육관 |
| 2008년 1월 26일 | 대한항공    | 3 - 2 | 삼성화재    | 올림픽 제2체육관 |
| 2008년 1월 27일 | 현대캐피탈  | 3 - 0 | LIG손해보험 | 올림픽 제2체육관 |
| 2008년 1월 28일 | 삼성화재    | 3 - 0 | 한국전력    | 올림픽 제2체육관 |
| 2008년 1월 29일 | 대한항공    | 3 - 0 | 상무        | 올림픽 제2체육관 |
| 2008년 1월 30일 | 한국전력    | 0 - 3 | 현대캐피탈  | 올림픽 제2체육관 |
| 2008년 1월 31일 | LIG손해보험 | 3 - 2 | 대한항공    | 올림픽 제2체육관 |
| 2008년 2월 1일  | 삼성화재    | 3 - 1 | 상무        | 올림픽 제2체육관 |
| 2008년 2월 2일  | 한국전력    | 0 - 3 | 대한항공    | 올림픽 제2체육관 |
| 2008년 2월 3일  | 현대캐피탈  | 1 - 3 | 삼성화재    | 올림픽 제2체육관 |
| 2008년 2월 4일  | LIG손해보험 | 3 - 1 | 상무        | 올림픽 제2체육관 |
| 2008년 2월 5일  | 한국전력    | 1 - 3 | 상무        | 올림픽 제2체육관 |
| 2008년 2월 6일  | 대한항공    | 3 - 2 | 현대캐피탈  | 올림픽 제2체육관 |
| 2008년 2월 7일  | 삼성화재    | 3 - 0 | LIG손해보험 | 올림픽 제2체육관 |

5라운드
| 날짜            | 홈 팀       | 득점  | 어웨이 팀   | 장소               |
| --------------- | ----------- | ----- | ----------- | ------------------ |
| 2008년 2월 9일  | 한국전력    | 3 - 2 | 상무        | 수원실내체육관     |
| 2008년 2월 10일 | 현대캐피탈  | 2 - 3 | 대한항공    | 천안유관순체육관   |
| 2008년 2월 10일 | LIG손해보험 | 0 - 3 | 삼성화재    | 구미박정희체육관   |
| 2008년 2월 12일 | 대한항공    | 3 - 1 | 상무        | 인천도원시립체육관 |
| 2008년 2월 13일 | 삼성화재    | 3 - 2 | 한국전력    | 대전충무체육관     |
| 2008년 2월 14일 | LIG손해보험 | 2 - 3 | 현대캐피탈  | 구미박정희체육관   |
| 2008년 2월 16일 | 대한항공    | 3 - 0 | 한국전력    | 인천도원시립체육관 |
| 2008년 2월 17일 | LIG손해보험 | 1 - 3 | 상무        | 구미박정희체육관   |
| 2008년 2월 17일 | 현대캐피탈  | 0 - 3 | 삼성화재    | 천안유관순체육관   |
| 2008년 2월 19일 | 한국전력    | 0 - 3 | 현대캐피탈  | 수원실내체육관     |
| 2008년 2월 20일 | 대한항공    | 0 - 3 | LIG손해보험 | 인천도원시립체육관 |
| 2008년 2월 21일 | 삼성화재    | 3 - 0 | 상무        | 대전충무체육관     |
| 2008년 2월 23일 | 한국전력    | 1 - 3 | LIG손해보험 | 수원실내체육관     |
| 2008년 2월 24일 | 삼성화재    | 3 - 1 | 대한항공    | 대전충무체육관     |
| 2008년 2월 24일 | 현대캐피탈  | 3 - 1 | 상무        | 천안유관순체육관   |

6라운드
| 날짜            | 홈 팀       | 득점  | 어웨이 팀   | 장소               |
| --------------- | ----------- | ----- | ----------- | ------------------ |
| 2008년 2월 26일 | 한국전력    | 0 - 3 | 현대캐피탈  | 수원실내체육관     |
| 2008년 2월 27일 | 삼성화재    | 3 - 0 | LIG손해보험 | 대전충무체육관     |
| 2008년 2월 28일 | 대한항공    | 3 - 2 | 상무        | 인천도원시립체육관 |
| 2008년 3월 1일  | 삼성화재    | 3 - 1 | 현대캐피탈  | 대전충무체육관     |
| 2008년 3월 2일  | LIG손해보험 | 0 - 3 | 대한항공    | 구미박정희체육관   |
| 2008년 3월 2일  | 한국전력    | 1 - 3 | 상무        | 수원실내체육관     |
| 2008년 3월 4일  | LIG손해보험 | 3 - 2 | 한국전력    | 구미박정희체육관   |
| 2008년 3월 5일  | 대한항공    | 3 - 1 | 삼성화재    | 인천도원시립체육관 |
| 2008년 3월 6일  | 현대캐피탈  | 3 - 0 | 상무        | 천안유관순체육관   |
| 2008년 3월 8일  | 삼성화재    | 3 - 0 | 상무        | 대전충무체육관     |
| 2008년 3월 9일  | 대한항공    | 3 - 0 | 한국전력    | 인천도원시립체육관 |
| 2008년 3월 9일  | 현대캐피탈  | 3 - 0 | LIG손해보험 | 천안유관순체육관   |
| 2008년 3월 11일 | LIG손해보험 | 3 - 1 | 상무        | 구미박정희체육관   |
| 2008년 3월 12일 | 한국전력    | 0 - 3 | 삼성화재    | 수원실내체육관     |
| 2008년 3월 12일 | 현대캐피탈  | 3 - 2 | 대한항공    | 천안유관순체육관   |

7라운드
| 날짜            | 홈 팀       | 득점  | 어웨이 팀   | 장소               |
| --------------- | ----------- | ----- | ----------- | ------------------ |
| 2008년 3월 15일 | 대한항공    | 3 - 0 | 상무        | 인천도원시립체육관 |
| 2008년 3월 16일 | 현대캐피탈  | 3 - 0 | 한국전력    | 천안유관순체육관   |
| 2008년 3월 16일 | LIG손해보험 | 1 - 3 | 삼성화재    | 구미박정희체육관   |
| 2008년 3월 18일 | 현대캐피탈  | 3 - 0 | 상무        | 천안유관순체육관   |
| 2008년 3월 19일 | 삼성화재    | 3 - 0 | 대한항공    | 대전충무체육관     |
| 2008년 3월 20일 | 한국전력    | 0 - 3 | LIG손해보험 | 수원실내체육관     |
| 2008년 3월 22일 | 삼성화재    | 1 - 3 | 한국전력    | 대전충무체육관     |
| 2008년 3월 23일 | LIG손해보험 | 1 - 3 | 상무        | 구미박정희체육관   |
| 2008년 3월 23일 | 대한항공    | 3 - 0 | 현대캐피탈  | 인천도원시립체육관 |
| 2008년 3월 25일 | 한국전력    | 0 - 3 | 대한항공    | 수원실내체육관     |
| 2008년 3월 26일 | LIG손해보험 | 2 - 3 | 현대캐피탈  | 구미박정희체육관   |
| 2008년 3월 27일 | 삼성화재    | 3 - 2 | 상무        | 대전충무체육관     |
| 2008년 3월 29일 | 대한항공    | 3 - 2 | LIG손해보험 | 인천도원시립체육관 |
| 2008년 3월 30일 | 현대캐피탈  | 3 - 0 | 삼성화재    | 천안유관순체육관   |
| 2008년 3월 30일 | 한국전력    | 1 - 3 | 상무        | 수원실내체육관     |

#### 여자부

##### 순위
| 순위 | 팀                           | 승 | 패 | 승률 | 득점/실점 | 세트득/실 | 비고               |
| ---- | ---------------------------- | -- | -- | ---- | --------- | --------- | ------------------ |
| 1    | 천안 흥국생명 핑크스파이더스 | 24 | 4  | 0.86 | 2489/2230 | 75/31     | 챔피언 결정전 직행 |
| 2    | 대전 KT&G 아리엘즈           | 17 | 11 | 0.61 | 2371/2297 | 58/47     | 플레이오프 진출    |
| 3    | 인천 GS칼텍스                | 14 | 14 | 0.50 | 2401/2395 | 57/53     | 플레이오프 진출    |
| 4    | 구미 한국도로공사 EX         | 11 | 17 | 0.39 | 2450/2522 | 49/64     | -                  |
| 5    | 수원 현대건설 그린폭스       | 4  | 24 | 0.14 | 2335/2602 | 33/77     | -                  |

##### 결과
1라운드
| 날짜             | 홈 팀    | 득점  | 어웨이 팀 | 장소               |
| ---------------- | -------- | ----- | --------- | ------------------ |
| 2007년 12월 1일  | 흥국생명 | 1 - 3 | KT&G      | 천안유관순체육관   |
| 2007년 12월 2일  | GS칼텍스 | 3 - 1 | 도로공사  | 인천도원시립체육관 |
| 2007년 12월 4일  | KT&G     | 3 - 0 | GS칼텍스  | 대전충무체육관     |
| 2007년 12월 5일  | 현대건설 | 2 - 3 | 도로공사  | 수원실내체육관     |
| 2007년 12월 8일  | 현대건설 | 1 - 3 | GS칼텍스  | 수원실내체육관     |
| 2007년 12월 9일  | 도로공사 | 1 - 3 | 흥국생명  | 구미박정희체육관   |
| 2007년 12월 11일 | 현대건설 | 0 - 3 | KT&G      | 수원실내체육관     |
| 2007년 12월 12일 | GS칼텍스 | 1 - 3 | 흥국생명  | 인천도원시립체육관 |
| 2007년 12월 15일 | 흥국생명 | 3 - 0 | 현대건설  | 천안유관순체육관   |
| 2007년 12월 16일 | KT&G     | 3 - 0 | 도로공사  | 대전충무체육관     |

2라운드
| 날짜             | 홈 팀    | 득점  | 어웨이 팀 | 장소               |
| ---------------- | -------- | ----- | --------- | ------------------ |
| 2007년 12월 19일 | GS칼텍스 | 3 - 1 | 현대건설  | 인천도원시립체육관 |
| 2007년 12월 20일 | 흥국생명 | 3 - 1 | 도로공사  | 천안유관순체육관   |
| 2007년 12월 22일 | 현대건설 | 1 - 3 | KT&G      | 수원실내체육관     |
| 2007년 12월 23일 | 흥국생명 | 3 - 1 | GS칼텍스  | 천안유관순체육관   |
| 2007년 12월 25일 | 도로공사 | 2 - 3 | KT&G      | 구미박정희체육관   |
| 2007년 12월 27일 | 현대건설 | 1 - 3 | 흥국생명  | 수원실내체육관     |
| 2007년 12월 29일 | 도로공사 | 1 - 3 | GS칼텍스  | 구미박정희체육관   |
| 2007년 12월 30일 | KT&G     | 0 - 3 | 흥국생명  | 대전충무체육관     |
| 2008년 1월 1일   | GS칼텍스 | 1 - 3 | KT&G      | 인천도원시립체육관 |
| 2008년 1월 2일   | 도로공사 | 3 - 0 | 현대건설  | 구미박정희체육관   |

3라운드
| 날짜            | 홈 팀    | 득점  | 어웨이 팀 | 장소               |
| --------------- | -------- | ----- | --------- | ------------------ |
| 2008년 1월 5일  | KT&G     | 3 - 0 | 도로공사  | 대전충무체육관     |
| 2008년 1월 6일  | GS칼텍스 | 0 - 3 | 흥국생명  | 인천도원시립체육관 |
| 2008년 1월 8일  | 현대건설 | 0 - 3 | KT&G      | 수원실내체육관     |
| 2008년 1월 9일  | 흥국생명 | 3 - 1 | 도로공사  | 천안유관순체육관   |
| 2008년 1월 13일 | GS칼텍스 | 2 - 3 | KT&G      | 인천도원시립체육관 |
| 2008년 1월 13일 | 도로공사 | 3 - 1 | 현대건설  | 구미박정희체육관   |
| 2008년 1월 15일 | 흥국생명 | 3 - 0 | 현대건설  | 천안유관순체육관   |
| 2008년 1월 16일 | 도로공사 | 3 - 2 | GS칼텍스  | 구미박정희체육관   |
| 2008년 1월 20일 | 현대건설 | 3 - 2 | GS칼텍스  | 수원실내체육관     |
| 2008년 1월 20일 | KT&G     | 0 - 3 | 흥국생명  | 대전충무체육관     |

4라운드(서울 중립 경기)
| 날짜            | 팀 1     | 득점  | 팀 2     | 장소             |
| --------------- | -------- | ----- | -------- | ---------------- |
| 2008년 1월 23일 | 도로공사 | 0 - 3 | 흥국생명 | 올림픽 제2체육관 |
| 2008년 1월 23일 | KT&G     | 3 - 1 | GS칼텍스 | 올림픽 제2체육관 |
| 2008년 1월 24일 | 현대건설 | 1 - 3 | KT&G     | 올림픽 제2체육관 |
| 2008년 1월 25일 | GS칼텍스 | 3 - 2 | 도로공사 | 올림픽 제2체육관 |
| 2008년 1월 26일 | 흥국생명 | 3 - 0 | 현대건설 | 올림픽 제2체육관 |
| 2008년 1월 27일 | 도로공사 | 3 - 0 | KT&G     | 올림픽 제2체육관 |
| 2008년 1월 28일 | GS칼텍스 | 3 - 2 | 현대건설 | 올림픽 제2체육관 |
| 2008년 1월 29일 | KT&G     | 3 - 1 | 흥국생명 | 올림픽 제2체육관 |
| 2008년 1월 30일 | 현대건설 | 3 - 1 | 도로공사 | 올림픽 제2체육관 |
| 2008년 1월 31일 | 흥국생명 | 3 - 0 | GS칼텍스 | 올림픽 제2체육관 |

5라운드(서울 중립 경기)
| 날짜           | 팀 1     | 득점  | 팀 2     | 장소             |
| -------------- | -------- | ----- | -------- | ---------------- |
| 2008년 2월 1일 | GS칼텍스 | 3 - 0 | KT&G     | 올림픽 제2체육관 |
| 2008년 2월 2일 | 흥국생명 | 3 - 0 | 도로공사 | 올림픽 제2체육관 |
| 2008년 2월 3일 | KT&G     | 1 - 3 | 현대건설 | 올림픽 제2체육관 |
| 2008년 2월 3일 | 도로공사 | 1 - 3 | GS칼텍스 | 올림픽 제2체육관 |
| 2008년 2월 4일 | 현대건설 | 1 - 3 | 흥국생명 | 올림픽 제2체육관 |
| 2008년 2월 5일 | KT&G     | 3 - 1 | 도로공사 | 올림픽 제2체육관 |
| 2008년 2월 6일 | 현대건설 | 0 - 3 | GS칼텍스 | 올림픽 제2체육관 |
| 2008년 2월 7일 | 흥국생명 | 3 - 2 | KT&G     | 올림픽 제2체육관 |
| 2008년 2월 8일 | 도로공사 | 3 - 2 | 현대건설 | 올림픽 제2체육관 |
| 2008년 2월 8일 | GS칼텍스 | 2 - 3 | 흥국생명 | 올림픽 제2체육관 |

6라운드
| 날짜            | 홈 팀    | 득점  | 어웨이 팀 | 장소               |
| --------------- | -------- | ----- | --------- | ------------------ |
| 2008년 2월 10일 | 흥국생명 | 0 - 3 | GS칼텍스  | 천안유관순체육관   |
| 2008년 2월 10일 | 도로공사 | 1 - 3 | KT&G      | 구미박정희체육관   |
| 2008년 2월 13일 | KT&G     | 3 - 2 | 현대건설  | 대전충무체육관     |
| 2008년 2월 14일 | 도로공사 | 1 - 3 | 흥국생명  | 구미박정희체육관   |
| 2008년 2월 16일 | GS칼텍스 | 3 - 0 | 현대건설  | 인천도원시립체육관 |
| 2008년 2월 17일 | 흥국생명 | 3 - 0 | KT&G      | 천안유관순체육관   |
| 2008년 2월 19일 | 현대건설 | 2 - 3 | 흥국생명  | 수원실내체육관     |
| 2008년 2월 20일 | GS칼텍스 | 1 - 3 | 도로공사  | 인천도원시립체육관 |
| 2008년 2월 23일 | 현대건설 | 1 - 3 | 도로공사  | 수원실내체육관     |
| 2008년 2월 24일 | KT&G     | 0 - 3 | GS칼텍스  | 대전충무체육관     |

7라운드
| 날짜            | 홈 팀    | 득점  | 어웨이 팀 | 장소               |
| --------------- | -------- | ----- | --------- | ------------------ |
| 2008년 2월 26일 | 현대건설 | 2 - 3 | 흥국생명  | 수원실내체육관     |
| 2008년 2월 27일 | KT&G     | 2 - 3 | 도로공사  | 대전충무체육관     |
| 2008년 3월 1일  | KT&G     | 1 - 3 | 흥국생명  | 대전충무체육관     |
| 2008년 3월 2일  | 도로공사 | 2 - 3 | GS칼텍스  | 구미박정희체육관   |
| 2008년 3월 4일  | 도로공사 | 3 - 1 | 현대건설  | 구미박정희체육관   |
| 2008년 3월 5일  | GS칼텍스 | 0 - 3 | KT&G      | 인천도원시립체육관 |
| 2008년 3월 9일  | GS칼텍스 | 3 - 0 | 현대건설  | 인천도원시립체육관 |
| 2008년 3월 9일  | 흥국생명 | 1 - 3 | 도로공사  | 천안유관순체육관   |
| 2008년 3월 12일 | 현대건설 | 3 - 1 | KT&G      | 수원실내체육관     |
| 2008년 3월 12일 | 흥국생명 | 3 - 2 | GS칼텍스  | 천안유관순체육관   |

### 포스트시즌
남자부는 정규리그 우승 팀인 대전 삼성화재 블루팡스가 챔피언 결정전에 직행했고, 정규리그 2·3위팀인 인천 대한항공 점보스와 천안 현대캐피탈 스카이워커스의 플레이오프 대결에서 현대캐피탈이 승리해 챔피언 결정전에 진출했다. 챔피언 결정전에서는 삼성화재가 현대캐피탈을 제압하며 통합 우승을 차지했다.
여자부는 천안 흥국생명 핑크스파이더스가 정규리그에서 우승해 챔피언 결정전에 직행했고, 정규리그 2·3위팀인 대전 KT&G 아리엘즈와 인천 GS칼텍스의 플레이오프 대결에서 GS칼텍스가 승리해 챔피언 결정전에 진출했다. GS칼텍스는 챔피언 결정전에서도 흥국생명을 꺾으며 우승을 차지했다.

## 시상 및 기록
NH농협 2007~2008 V-리그 정규리그 및 포스트시즌에 대한 시상식은 2008년 4월 21일 대한민국 서울특별시 삼성동 코엑스 신관 1층 그랜드볼룸에서 열렸다.

### 우승 팀

#### 남자부
- 정규리그 우승 : 대전 삼성화재 블루팡스

대전 삼성화재 블루팡스는 2008년 3월 19일에 있었던 인천 대한항공 점보스와의 정규리그 마지막 맞대결에서 3대 0으로 승리하며 정규리그 우승을 확정지었다. 삼성화재는 이전 시즌에 이어 2년 연속으로 정규리그 우승을 차지했다.
- 챔피언 결정전 우승 : 대전 삼성화재 블루팡스

#### 여자부
- 정규리그 우승 : 천안 흥국생명 핑크스파이더스

천안 흥국생명 핑크스파이더스의 정규리그 우승은 2월 24일 2위팀 대전 KT&G 아리엘즈가 3위팀 인천 GS칼텍스에게 패하면서 경기가 없는 날 숙소에서 결정되었다. 흥국생명의 정규리그 우승 시상식은 2월 26일 수원 현대건설 그린폭스와의 경기가 끝난 후 열렸고, 이로써 흥국생명은 2005~2006 시즌부터 3년 연속 정규리그 우승을 차지했다.
- 챔피언 결정전 우승 : 인천 GS칼텍스

### 수상자 및 수상팀

#### 남자부
- 정규리그 부문별 수상자
  - 공격상 : 장광균(인천 대한항공 점보스 · 공격성공률 54.10%)
  - 득점상 : 안젤코(대전 삼성화재 블루팡스 · 805점)
  - 서브상 : 안젤코(대전 삼성화재 블루팡스 · 서브득점 세트 당 0.37개)
  - 세터상 : 최태웅(대전 삼성화재 블루팡스)
  - 수비상 : 김주완(상무)
  - 블로킹상 : 이선규(천안 현대캐피탈 스카이워커스 · 블로킹 세트 당 0.75개)
  - 정규리그 MVP : 안젤코(대전 삼성화재 블루팡스 · 기자단 투표 전체 33표 중 30표)
- 신인 선수상 : 임시형(천안 현대캐피탈 스카이워커스 · 기자단 투표 전체 33표 중 24표)
- 기량 발전상 : 손재홍(대전 삼성화재 블루팡스)
- 페어플레이상 : 구미 LIG손해보험 그레이터스
- 우승 감독상 : 신치용(대전 삼성화재 블루팡스)
- NH농협 붐업상 : 수원 한국전력
- NH농협 하모니상 : 구미 LIG손해보험 그레이터스

#### 여자부
- 정규리그 부문별 수상자
  - 공격상 : 김연경(천안 흥국생명 핑크스파이더스 · 공격성공률 47.59%)
  - 득점상 : 한송이(구미 한국도로공사 EX · 692점)
  - 서브상 : 하께우(인천 GS칼텍스 · 서브득점 세트 당 0.32개)
  - 세터상 : 이효희(천안 흥국생명 핑크스파이더스 · 세트 당 10.83개)
  - 수비상 : 김해란(구미 한국도로공사 EX)
  - 백어택상 : 한송이(구미 한국도로공사 EX · 백어택 113개)
  - 블로킹상 : 정대영(인천 GS칼텍스 · 블로킹 세트 당 0.65개)
  - 정규리그 MVP : 김연경(천안 흥국생명 핑크스파이더스 · 기자단 투표 전체 33표 중 30표)
- 신인 선수상 : 배유나(인천 GS칼텍스 · 기자단 투표 전체 33표 중 17표)
- 기량 발전상 : 최윤옥(구미 한국도로공사 EX)
- 페어플레이상 : 대전 KT&G 아리엘즈
- 우승 감독상 : 이희완(인천 GS칼텍스)
- NH농협 붐업상 : 대전 KT&G 아리엘즈
- NH농협 하모니상 : 수원 현대건설 그린폭스

#### 기타
- 공로상 : KBS, KBS N, KOVO 고문, 현진캐피탈
- 특별 지도자상 : 이성희(인천 GS칼텍스)
- 마케팅상 : 천안 현대캐피탈 스카이워커스
- 심판상 : 주성훈
- 특별 격려상 : 엠디토(전산, 기록업체)
- 굿&쿨상 : 양효진(수원 현대건설 그린폭스)
- 베스트 세레모니상 : 고희진(대전 삼성화재 블루팡스)
- 박계조 배구 꿈나무상 : 김준영(남성중학교)

### 트리플 크라운
트리플 크라운이란 한 선수가 한 경기에서 후위 공격 3개 이상, 서브 득점 3개 이상, 블로킹 득점 3개 이상씩을 기록하는 것이다. 트리플 크라운을 달성한 선수에게는 100만원의 상금이 주어진다.

#### 남자부
- 팔라스카 (구미 LIG손해보험 그레이터스, 2007년 12월 9일)
- 안젤코 (대전 삼성화재 블루팡스, 2007년 12월 22일)
- 안젤코 (대전 삼성화재 블루팡스, 2007년 12월 25일)
- 팔라스카 (구미 LIG손해보험 그레이터스, 2008년 1월 16일)
- 안젤코 (대전 삼성화재 블루팡스, 2008년 2월 3일)
- 팔라스카 (구미 LIG손해보험 그레이터스, 2008년 2월 4일)

#### 여자부
- 황연주 (천안 흥국생명 핑크스파이더스, 2007년 12월 1일)
- 하께우 (인천 GS칼텍스, 2007년 12월 8일)
- 김연경 (천안 흥국생명 핑크스파이더스, 2007년 12월 9일)
- 페르난다 (대전 KT&G 아리엘즈, 2008년 1월 5일)

## 같이 보기
- 한국 배구 연맹